# Дубично
Ду́бично (бел. Ду́бічна) ― деревня в Малоритском районе Брестской области Беларуси. Входит в состав Великоритского сельсовета.

## География
Ближайшие населённые пункты Гусак, Великорита, Новое Роматово и др.

### Гидрография
Недалеко река Рита.

## История
В 1905 году в Великорытской волости Брестского уезда Гродненской губернии Российской империи.

## Население

### Численность
- 2019 год ― 100 человек

### Динамика
- 2009 год ― 173 жителей (перепись населения)[3]
- 2019 год ― 100 человек (перепись населения)

## Достопримечательности
В 3 км от деревни находится Царь-дуб ― самое старое дерево Беларуси.